# Mostafa Belai
Mostafa Belai (13 dicembre 1970) è un ex giocatore di calcio a 5 saudita.

## Carriera
Come massimo riconoscimento in carriera vanta la partecipazione, con la Nazionale maschile di calcio a 5 dell'Arabia Saudita, al FIFA Futsal World Championship 1989 in cui la selezione mediorientale è stata eliminata nel girone del primo turno comprendente Brasile, Ungheria e Spagna.